# Pedro (padre)
Pedro (em latim: Petrus) foi um padre e médico bizantino do século V. Exerceu função em Alexandria e mais tarde, sob convite de Teodoreto, em Cirro. Em 449, quando Teodoreto impôs-se exílio, Pedro deixou Cirro. Teodoreto escreveu sobre os interesses de Pedro para Andiber e Apeles.